# 39/Smooth
39/Smooth è il primo album in studio del gruppo musicale statunitense Green Day, pubblicato nel 1990 dalla Lookout! Records.

## Descrizione
Si tratta dell'unico disco a figurare il batterista John Kiffmeyer, successivamente sostituito da Tré Cool.
Ottenne un modesto successo, vendendo poco meno di 3 000 copie nel primo anno, segnando un successo per la Lookout! Records; nella primavera del 1994, a seguito dell'uscita di Dookie, le vendite dell'album aumentarono in maniera significativa, raggiungendo quota 55 000 copie. Da esso non fu estratto alcun singolo, sebbene il brano Going to Pasalacqua venne distribuito come tale all'interno del cofanetto Green Day: Ultimate Collectors del 2009.
Nel 1991 tutti i brani dell'album, insieme a quelli degli EP 1,000 Hours e Slappy e al brano I Want to Be Alone (tratta dalla raccolta The Big One, distribuita del 1990 dalla Flipside Records), sono stati inseriti nella raccolta 1,039/Smoothed Out Slappy Hours. Nel 2009 la Reprise Records ha ristampato 39/Smooth in formato LP all'interno di un cofanetto composto anche dalle ristampe degli EP 1.000 Hours e Slappy.

## Accoglienza
AllMusic ha dato all'album un voto di 3 stelle su 5, spiegando che «non è un grande album. Non è male, assolutamente, ma probabilmente la maggior parte dei suoi contenuti potrebbero essere spostati, con qualche leggera modifica al sound, in Dookie o Insomniac senza che nessuno se ne stupisca più di tanto». La rivista online Pitchfork l'ha invece definito «grezzo, ma almeno i dischi dei Green Day a questo punto erano per lo meno registrati decentemente, a differenza della maggior parte della roba fatta di latta e spago dei loro coetanei; e canzoni come At the Library e Don't Leave Me erano decisamente orecchiabili».

## Tracce
Lato A
Testi di Billie Joe Armstrong, eccetto dove indicato, musiche di Billie Joe Armstrong, Mike Dirnt e John Kiffmeyer.
1. At the Library – 2:28
2. Don't Leave Me – 2:38
3. I Was There – 3:36 (testo: John Kiffmeyer)
4. Disappearing Boy – 2:51
5. Green Day – 3:28

Lato B
1. Going to Pasalacqua – 3:30
2. 16 – 3:24
3. Road to Acceptance – 3:35
4. Rest – 3:05
5. The Judge's Daughter – 2:34

## Formazione
Gruppo
- Billie Joe Armstrong – voce, chitarra
- Mike Dirnt – basso, cori
- John Kiffmeyer – batteria, cori

Produzione
- Green Day – produzione
- Andro – produzione, ingegneria del suono
- John Golden – mastering
- Susie Grant – copertina
- Jesse Michaels – illustrazione
- Pat Hynes – illustrazione, progetto grafico
- Chris Appelgren – illustrazione
- Aaron Cometbus – illustrazione
- Rich Gargano – illustrazione
- David Hayes – illustrazione
- Murray Bowles – fotografia
- Arica Pelino – fotografia